# Lise Bellynck
Lise Bellynck (* 27. Februar 1976) ist eine französische Schauspielerin und Filmschaffende.

## Leben
Bellynck war Studentin an der École des hautes études commerciales de Paris und dem Cours Florent. Anfang der 2000er Jahre arbeitete sie für die Zeitschrift Cahiers du Cinéma. 2004 gewann sie den Crypte-Preis für ihre Gedichtsammlung Onze Gouachen.
Sie sah 2002 den Film Heimliche Spiele von Skandal-Regisseur Jean-Claude Brisseau und schrieb ihm später, dass sie Interesse hätte, in einem seiner Filme zu spielen. Tatsächlich erfolgte ihr Schauspieldebüt 2006 im Brisseau-Film Teuflische Engel – Heimliche Spiele 2 in eine der weiblichen Hauptrollen der Julie. Der Film feierte am 20. Mai 2006 seine Premiere auf den Internationalen Filmfestspielen von Cannes. Sie war im Film außerdem als Produzentin tätig.
2008 hatte Bellynck eine Rolle im Spielfilm À l'aventure, 2011 eine Rolle im Kurzfilm Douce. 2012 hatte sie die Rolle der Lise Villers im Film La fille de nulle part ebenfalls von Brisseau inne. 2012 übernahm sie in der Fernsehdokumentation Par les montagnes die Produktion und die Regie und war außerdem für die gesamte Technik, das Drehbuch, Filmschnitt und Kamera zuständig. 2018 war sie im Spielfilm Féminin plurielles zu sehen.

## Filmografie

### Schauspielerin
- 2006: Teuflische Engel – Heimliche Spiele 2 (Les anges exterminateurs)
- 2008: Gefallene Engel – Heimliche Spiele 3 (A l’aventure)
- 2011: Douce (Kurzfilm)
- 2012: La fille de nulle part
- 2018: Féminin plurielles

### Filmschaffende
- 2006: Teuflische Engel – Heimliche Spiele 2 (Les anges exterminateurs) (Produktion)
- 2012: Par les montagnes (Fernsehdokumentation) (Produktion, Regie)